# The Gambler's Daughter (film 1912)
The Gambler's Daughter è un cortometraggio muto del 1912 diretto da Stanner E.V. Taylor. Prodotto dalla Reliance Film Company, aveva come interpreti Henry B. Walthall e Gertrude Robinson.

## Trama
Contesa tra due pretendenti, Rose Leigh - durante un'assenza di Weston, il suo preferito - è costretta a sposare Garfield, il giocatore d'azzardo, mentendo poi all'innamorato dietro le minacce del marito. Da quell'infelice matrimonio nasce una bambina. Garfield, intanto, è stato arrestato e finisce in carcere. Ammalata e in fin di vita, Rose chiama al suo capezzale Weston a cui affida da figlia, chiedendogli di dire al marito che tutte e due sono morte.
La piccola Elsie, allevata amorevolmente da Weston e dai sui genitori, ormai è diventata una ragazza. Garfield, uscito di carcere, è tornato alla sua vecchia vita. Uno di suoi protetti, Dalton, incontra Elsie e si innamora di lei. Per convincerlo a sposarlo, chiede l'aiuto di Garfield ma Elsie, quando si trova in mezzo ai giocatori, viene insultata da quegli uomini. Garfield li butta fuori e, furioso, rimprovera Dalton. Poi, accortosi della incredibile somiglianza della ragazza con sua moglie Rose, sospetta che possa essere sua figlia. Ritrova Weston e chiede a Elsie con chi voglia vivere. La ragazza non può soffocare la voce del sangue e, gettando le braccia al collo di Garfield, dichiara che vivrà con il padre persuadendolo a cambiare vita.

## Produzione
Il film venne prodotto dalla Reliance Film Company

## Distribuzione
Distribuito dalla Motion Picture Distributors and Sales Company, il film - un cortometraggio di una bobina - uscì nelle sale cinematografiche degli Stati Uniti il 17 febbraio 1912.